# Repan
Repan is een bestuurslaag in het regentschap Kepulauan Meranti van de provincie Riau, Indonesië. Repan telt 1709 inwoners (volkstelling 2010).